# Marián Geišberg
Marián Geišberg (Pöstyén, 1953. december 23. – Pozsony, 2018. november 10.) szlovák színész, humorista, énekes, író.

## Fontosabb filmjei
- Na konci diaľnice (1982)
- Kára plná bolesti (1985)
- Alžbetin dvor (1986, tv-film)
- Úsmev diabla (1987)
- Rabaka (1989)
- Suzanne (1996)
- Konečná stanica (2005)
- Jak se krotí krokodýli (2006)
- Muzika (2008)
- Lépés a sötétbe (Krok do tmy) (2014)

## Diszkográfia
- Nápoky (1998)
- Neladí – nevadí (2002)
- Aha live: Marián Geišberg a Daniela Danišková... (2003)
- Piate ročné obdobie (2010)

## Könyvei
- Ono ma to poje (1998)
- Prejsť prahom a zavrieť dvere (2005)
- Piate ročné obdobie (2010)